# اچ‌ام‌اس هنری (۱۶۵۶)
اچ‌ام‌اس هنری (۱۶۵۶) (به انگلیسی: HMS Henry (1656)) یک کشتی بود که طول آن ۱۲۴ فوت (۳۷٫۸ متر) بود.